# Vochysia elliptica
Vochysia elliptica är en tvåhjärtbladig växtart som beskrevs av Carl Friedrich Philipp von Martius. Vochysia elliptica ingår i släktet Vochysia och familjen Vochysiaceae. Utöver nominatformen finns också underarten V. e. firma.

## Bildgalleri

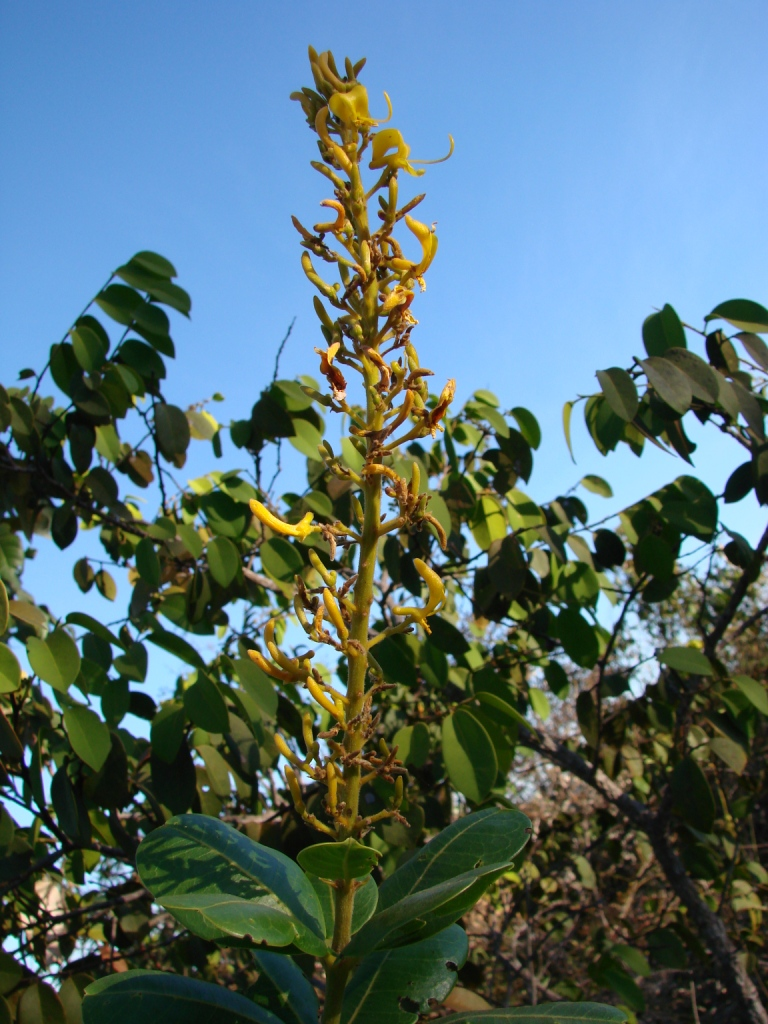
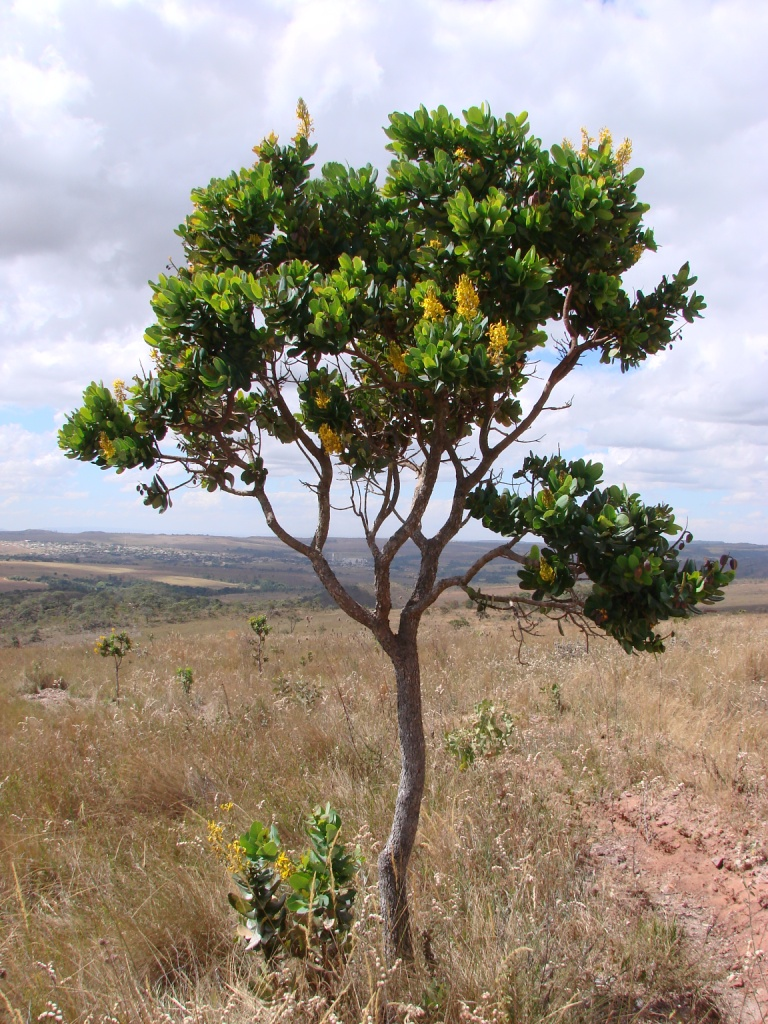
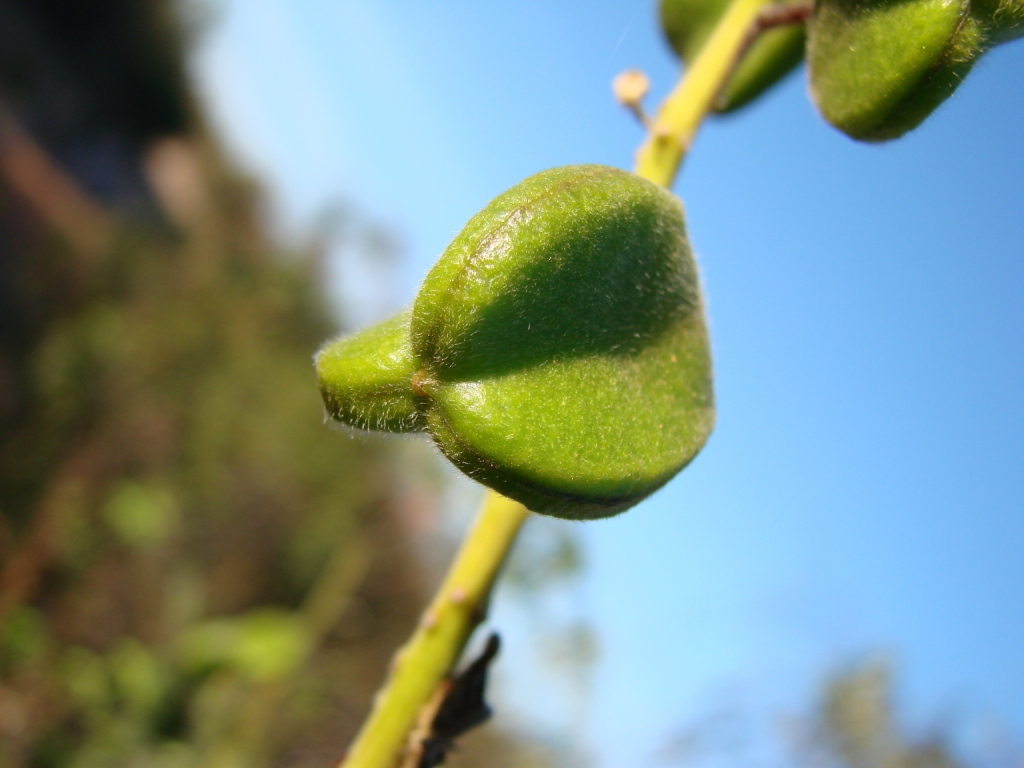